# Dysk przenośny

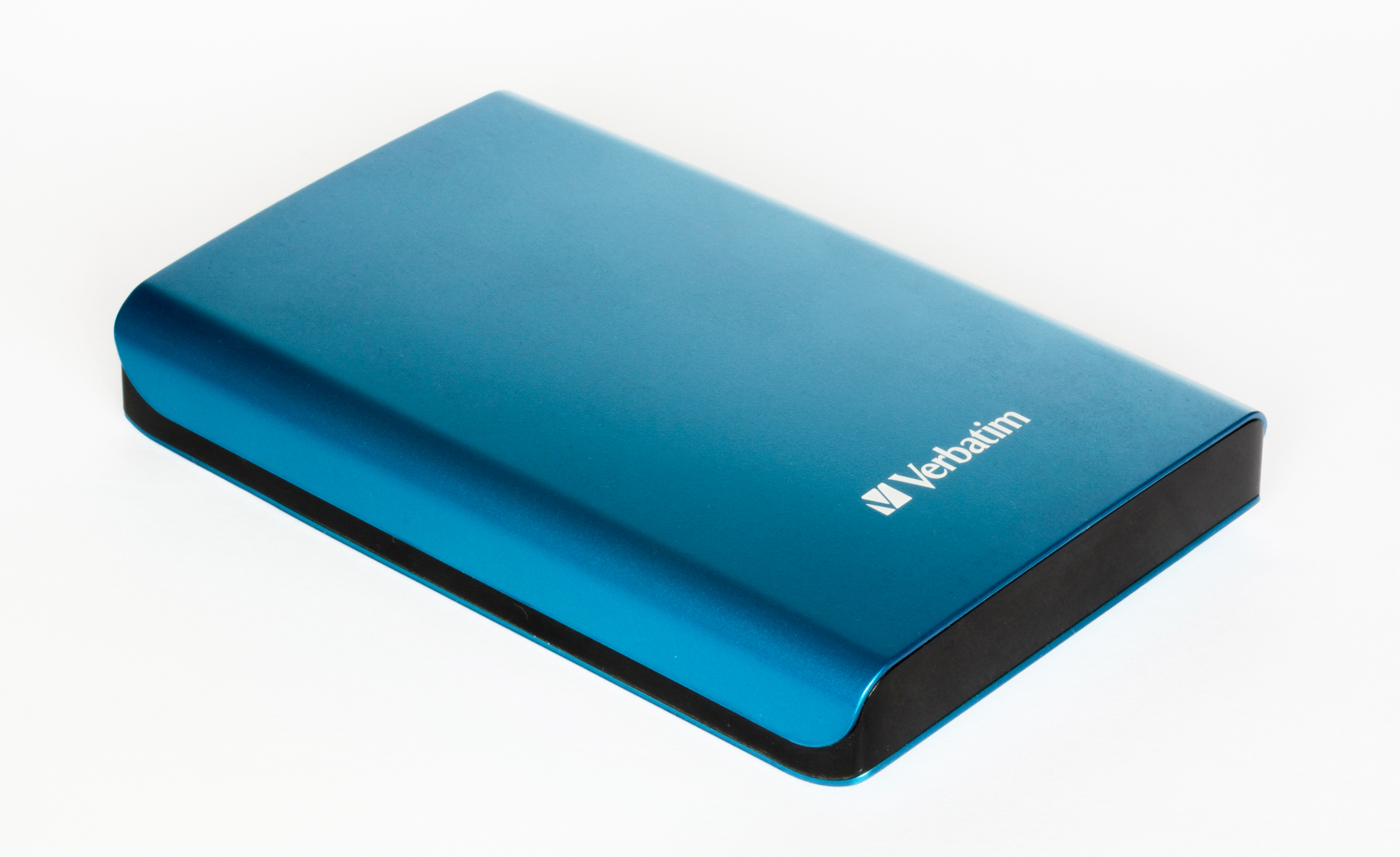
Dysk przenośny Verbatim

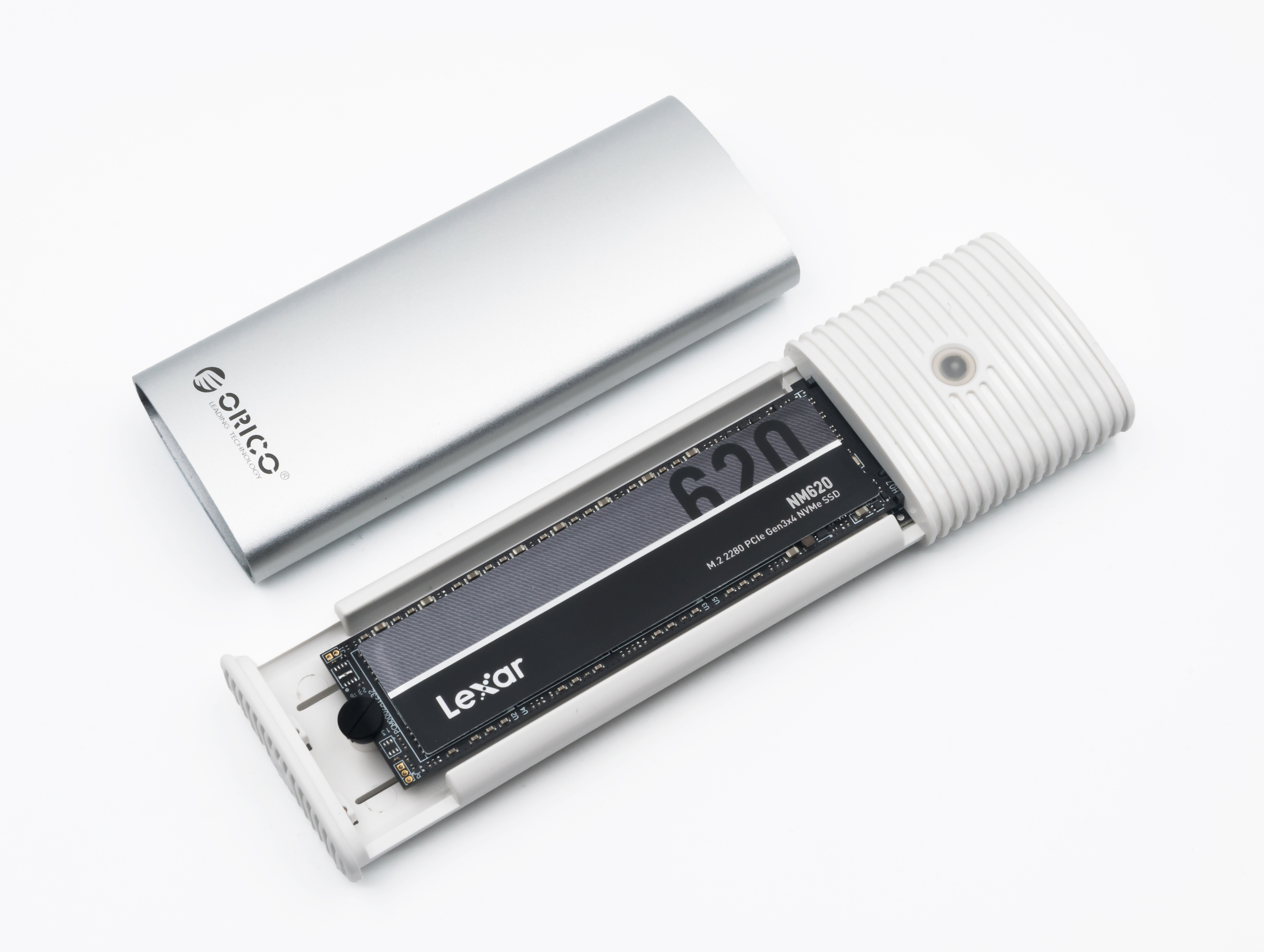
Przenośny dysk SSD Lexar formatu M.2 w obudowie Orico

Dysk przenośny, dysk zewnętrzny – małogabarytowe urządzenie pamięci masowej podłączane do komputera przez interfejs USB, IEEE 1394, eSATA lub COM.
Służy do przechowywania kopii zapasowych lub jako magazyn plików niemieszczących się na dysku twardym albo do przenoszenia danych między komputerami. Dysk taki może być wykonany w technologii tradycyjnej (mechanicznej, czyli talerzowej), półprzewodnikowej lub flash. Dyski SSD są mniej podatne na wstrząsy i utratę danych, ale nie są zbyt popularne ze względu na wysoką cenę i stosunkowo małą pojemność (jednak rekordowe osiągają 4 TB).
Znani producenci dysków przenośnych to Seagate, Intel, Samsung, Toshiba. Większość dysków USB nie wymaga dodatkowego zasilania, jednak pojemniejsze modele potrzebują zasilacza albo drugiego gniazda USB, gdyż charakteryzują się większym zużyciem prądu.